# Венгрия на летних Олимпийских играх 1924
Венгрия не была приглашена на Летние Олимпийские игры 1920 года из-за роли, которую сыграла Австро-Венгрия в развязывании Первой мировой войны. На Летних Олимпийских играх 1924 года Венгрию представляло 89 спортсменов, выступивших в 12 видах спорта. Они завоевали 2 золотых, 3 серебряных и 4 бронзовых медали, что вывело венгерскую сборную на 13-е место в неофициальном командном зачёте.

## Медалисты
| Медаль  | Спортсмен                                                                                              | Вид спорта      | Дисциплина                                   |
| ------- | --- | --------------- | -------------------------------------------- |
| Золото  | Шандор Пошта                                                                                           | Фехтование      | Мужчины, сабля, личное первенство            |
| Золото  | Дьюла Халаши                                                                                           | Стрельба        | Мужчины, траншейный стенд                    |
| Серебро | Элемер Сомфаи                                                                                          | Лёгкая атлетика | Мужчины, пятиборье                           |
| Серебро | Шандор Пошта Эдён Терстьянски Йенё Ухьярик Йожеф Ради Золтан Шенкер Ласло Сецхи Ласло Берти Янош Гараи | Фехтование      | Мужчины, сабля, командное первенство         |
| Серебро | Лайош Керестеш                                                                                         | Борьба          | Мужчины, греко-римская борьба, до 67,5 кг    |
| Бронза  | Шандор Пошта Эдён Терстьянски Золтан Шенкер Ласло Берти Иштван Лихтенекерт                             | Фехтование      | Мужчины, рапира, командное первенство        |
| Бронза  | Янош Гараи                                                                                             | Фехтование      | Мужчины, сабля, личное первенство            |
| Бронза  | Карой Барта                                                                                            | Плавание        | Мужчины, 100 м на спине                      |
| Бронза  | Раймунд Бадо                                                                                           | Борьба          | Мужчины, греко-римская борьба, свыше 82,5 кг |